# 湯らり鉄道 女子ふたり旅
『湯らり鉄道 女子ふたり旅』（ゆらりてつどう じょしふたりたび）は、BSスカパー!が制作しBSスカパー!ほかで2020年3月3日から放送されたテレビ番組。

## 概要
女性ふたり組が鉄道に乗って、日本全国の温泉地を巡る旅番組。制作局であるBSスカパー!のほか、鉄道チャンネル、EXスポーツ&バラエティでも放送。BSスカパー!版を基準として鉄道チャンネル版は鉄道シーンに時間を多く割き、EXスポーツ版は温泉シーンが多くなるなど、それぞれ編集が異なり、それぞれタイトル末尾に「〜BSスカパー!ver.〜」などが付く。
起用される旅人はスカパーアダルトチャンネルで冠番組を持つなど縁がある女性が選ばれている

## 放送リスト
| 放送回 | 初回放送日    | おもな内容                       | 旅人                                                           |
| ------ | ------------- | -------------------------------- | -------------------------------------------------------------- |
| 第1回  | 2020年 3月3日 | 岳南電車に乗って熱海へ           | 唯井まひろ、本庄鈴                                             |
| 第2回  | 3月16日       | 岳南電車に乗って熱海へ           | 唯井まひろ、本庄鈴                                             |
| 第3回  | 5月4日        | 長野電鉄に乗って湯田中温泉へ     | 紺野ひかる、阿部乃みく                                         |
| 第4回  | 5月11日       | 長野電鉄に乗って湯田中温泉へ     | 紺野ひかる、阿部乃みく                                         |
| 第5回  | 6月9日        | 箱根登山鉄道に乗って箱根湯本へ   | みひろ、古川真奈美                                             |
| 第6回  | 6月23日       | 箱根登山鉄道に乗って箱根湯本へ   | みひろ、古川真奈美                                             |
| 第7回  | 7月7日        | 上田電鉄に乗って別所温泉         | あべみかこ、あおいれな                                         |
| 第8回  | 7月21日       | 上田電鉄に乗って別所温泉         | あべみかこ、あおいれな                                         |
| 第9回  | 8月4日        | 伊豆箱根鉄道に乗って伊豆長岡温泉 | 小倉由菜、永野いち夏                                           |
| 第10回 | 8月18日       | 伊豆箱根鉄道に乗って伊豆長岡温泉 | 小倉由菜、永野いち夏                                           |
| 第11回 | 9月8日        | シリーズ総集編前編               | 唯井まひろ、本庄鈴 紺野ひかる、阿部乃みく                      |
| 第12回 | 9月22日       | シリーズ総集編後編               | みひろ、古川真奈美 あべみかこ、あおいれな 小倉由菜、永野いち夏 |

## スタッフ
- 撮影技術：青木悠也
- 音声：佐々木隆誠
- 編集：小貫凱
- キャスティングプロデューサー：天野直人
- ディレクター：飯塚桃子、山崎怜奈
- プロデューサー：坂本柳一
- 監督・演出：MUNEHIRO
- 制作：ツーラビッツ
- 制作著作：エキスプレス、トップ・マーシャル